# Suillus collinitus
Suillus collinitus (Fr.) Kuntze, Revis. gen. pl. (Leipzig) 3(2): 536 (1898), è un fungo basidiomicete, molto vicino al Suillus granulatus, ed è facilmente riconoscibile per i residui di micelio rosei presenti alla base del gambo.

## Descrizione della specie

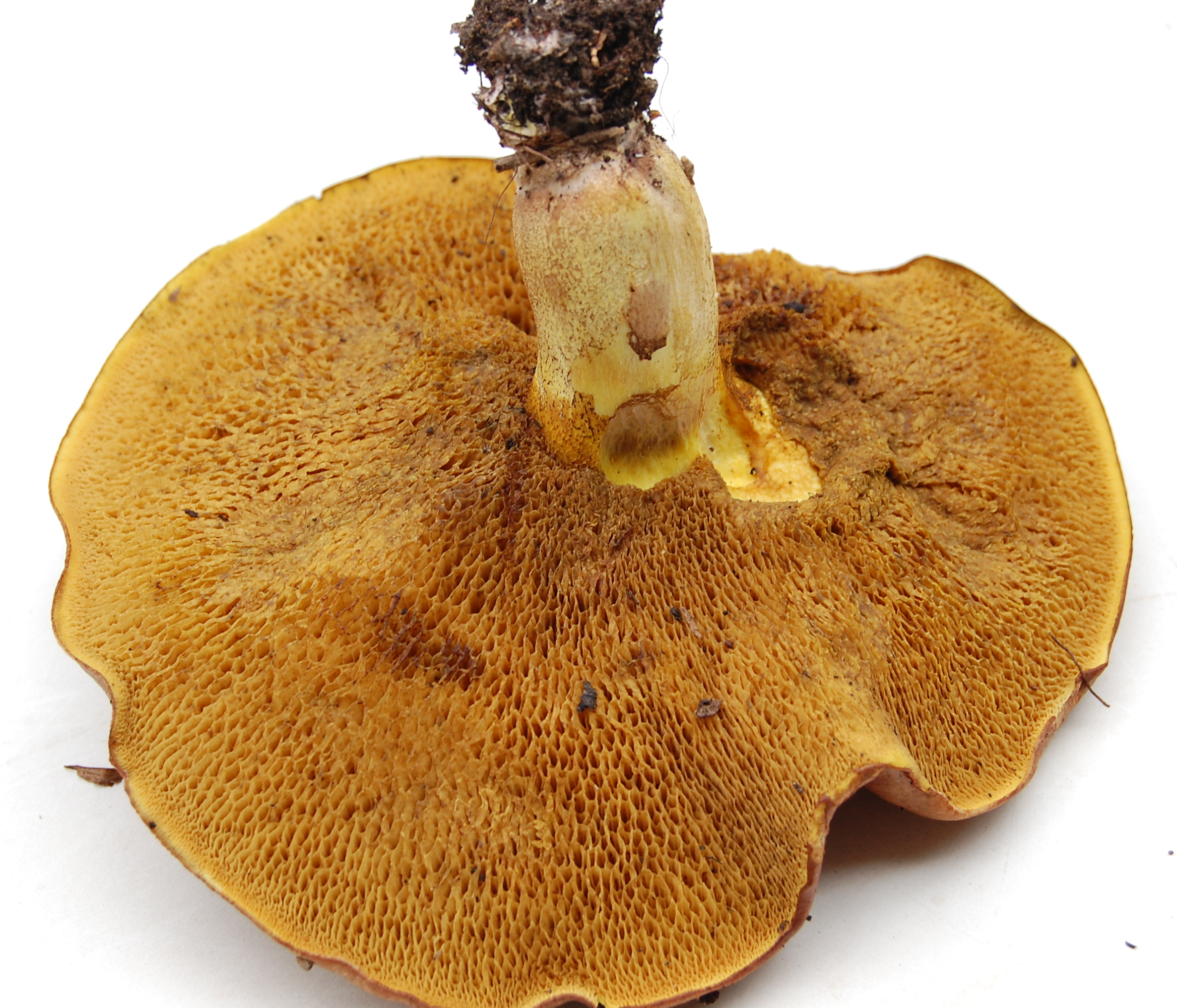

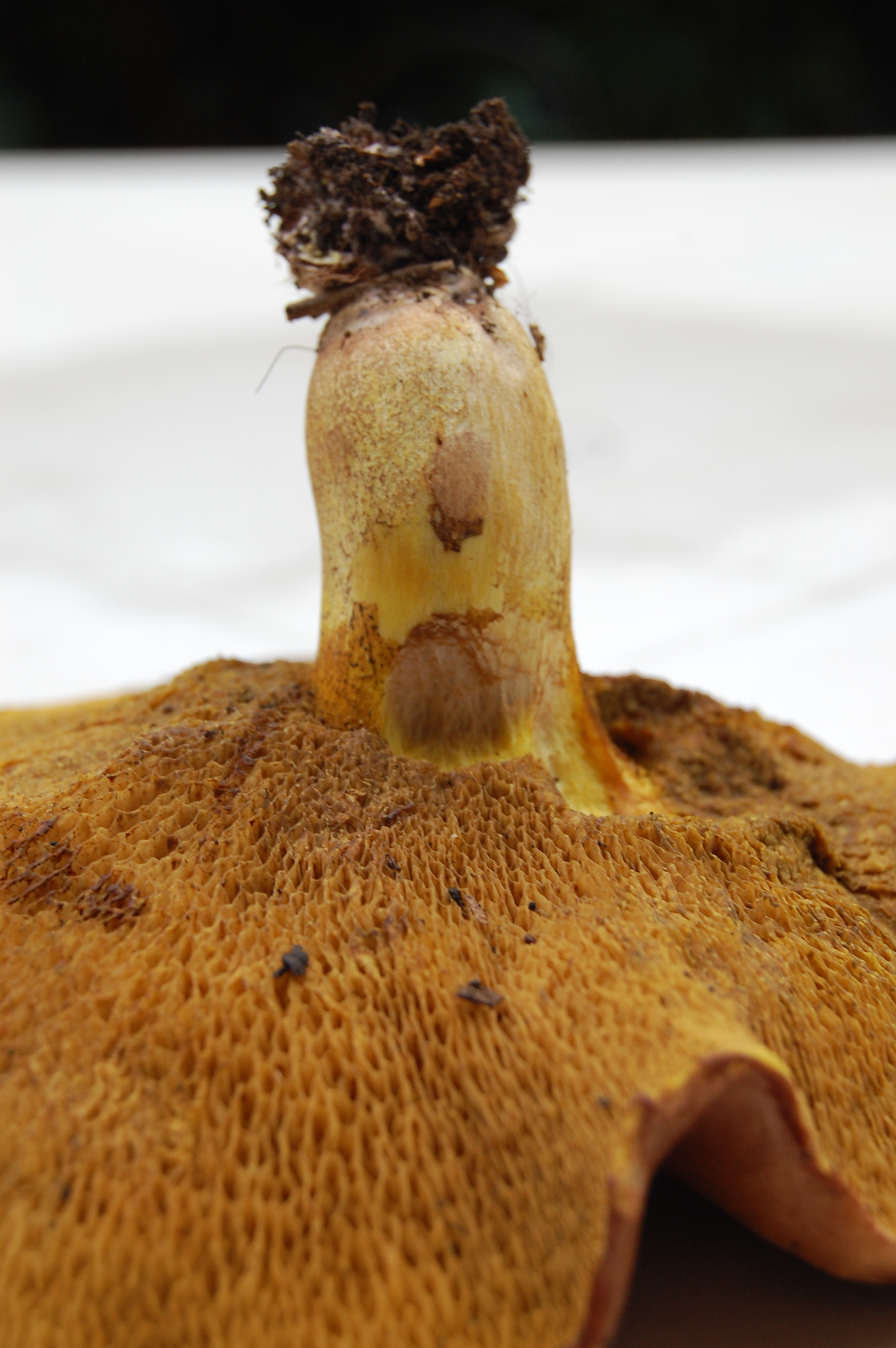

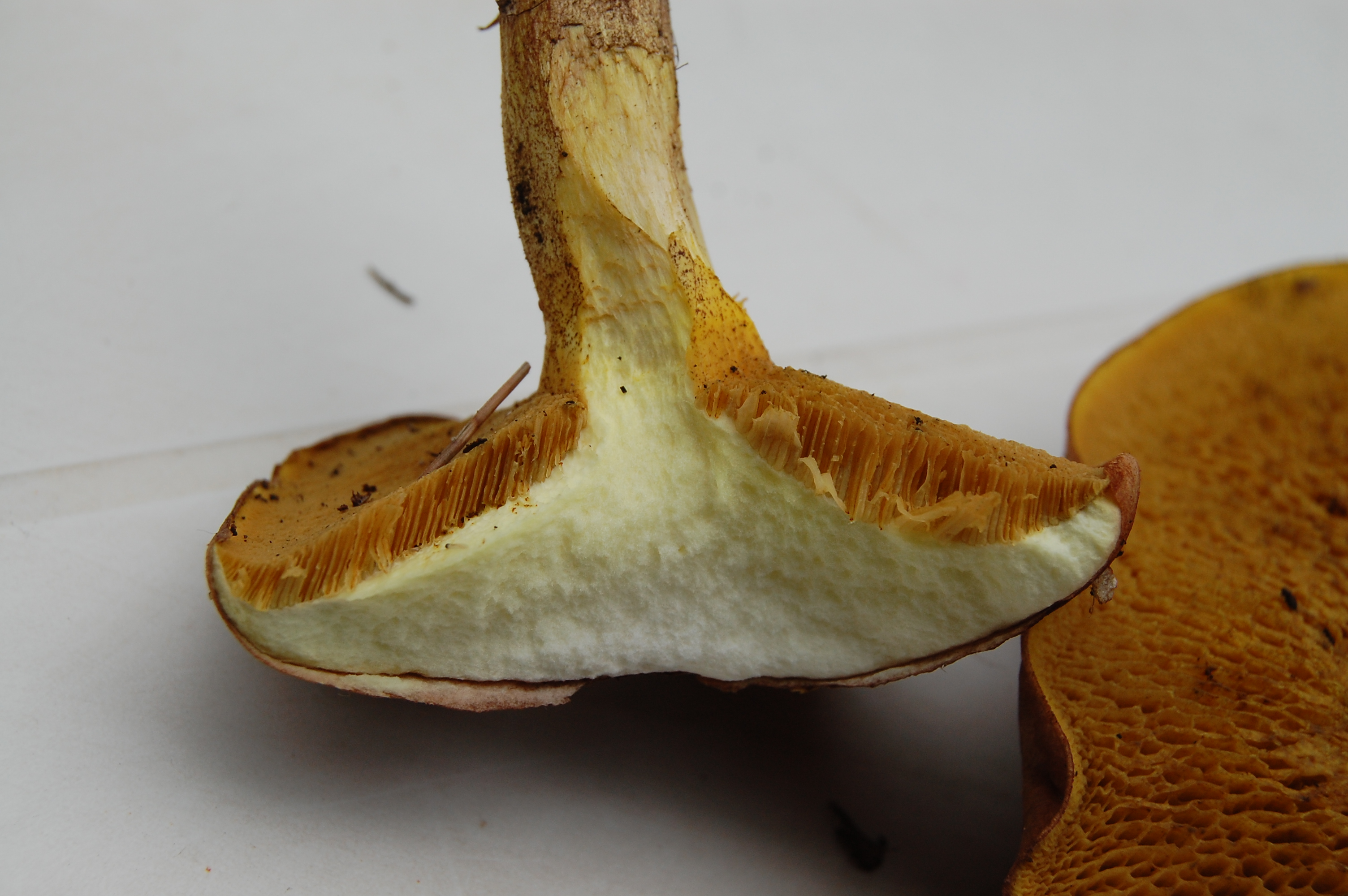

Cappello 
5–12 cm di diametro, emisferico, poi convesso-appianato.
CuticolaLiscia, viscosa, facilmente separabile, colore castano, marrone chiaro. Si notano fibrille ad orientazione radiale di colore marrone leggermente più scuro del resto della cuticola
 Tubuli 
Adnati, gialli, verdastri in maturità.
 Pori 
Più o meno grandi, angolosi soprattutto vicino al gambo, gialli, verdastri in maturità, a differenza del S. granulatus non presentano goccioline di lattice.
 Gambo 
6-9 X 1-1,5 cm, pieno, sodo, cilindrico, attenuato alla base, bianco, con sfumature gialline all'apice e rosato-brune alla base, ricoperta da una fitta trama miceliare di colore rosa, ricoperto da granulazioni bruno-rugginose più fitte verso l'apice.
 Carne 
Bianca con sfumature gialline, molle. Odore e sapore gradevoli.

## Microscopia
SporeBruno-oliva in massa, lisce, fusiformi, 9-11 x 3-4,5 µm.

## Habitat
Specie termofila, tipica dell'area del Mediterraneo, cresce in estate, solitaria o gregaria, in pinete litoranee.

## Commestibilità
Buono commestibile da giovane e dopo aver tolto la cuticola che ha effetto lassativo.

## Reazioni chimiche
- cuticola e carne + idrossido di potassio (KOH) = lilla-grigiastro
- carne + solfato ferroso (FeSO4) = grigio
- carne, gambo, pori + idrossido di ammonio (NH4OH) = arancio rosso.

## Etimologia
Dal latino collinitus = vischioso.

## Nomi comuni
- Pinaccio, pinarello
- Munetola, Minitula o Munercoddio nel basso salento

## Sinonimi e binomi obsoleti
- Boletus collinitus Fr., Epicrisis Systematis Mycologici (Upsaliae): 410 (1838)
- Suillus fluryi Huijsman, Schweiz. Z. Pilzk. 47(3): 70 (1969)

## Specie simili
- Suillus granulatus
- Suillus luteus, da cui si differenzia per l'assenza di anello.